# Економски суфицит
Економски суфицит представља позитивну разлику између прихода и расхода тј. суфицит представља одређени добитак новчаних средстава.
Суфицит има неколико значења:
1. Позитивна разлика између прихода и расхода. Буџетски суфицит се јавља у случају када су буџетски приходи већи од буџетских расхода. Суфицит платног биланса се јавља када су приходи из међу народног промета већи од расхода ;
2. Вишак на рачуну ;
3. Ситуација у којој је неки артикал расположив у количини већој од потребне.